# Van Houtum (bedrijf)
Van Houtum is een Nederlands zelfstandige producent van tissuepapier. Het hoofdkantoor en beide productielocaties bevinden zich in Swalmen, gemeente Roermond.

## Geschiedenis en activiteiten
Het bedrijf werd op 16 februari 1935 door de broers Henk en Jan van Houtum opgericht als Papierfabriek Gebroeders Van Houtum. In 1997 veranderde de naam in Van Houtum Papier, in 2010 in Van Houtum. 
Het bedrijf telt ongeveer 200 medewerkers en produceert circa 44.000 ton papier per jaar. Onder het merk Satino worden producten geleverd aan ruim 30 Europese landen. Het assortiment bestaat onder meer uit toiletpapier, papieren handdoekjes, poetspapier en dispensers. Van Houtum bracht in juli 2009 als eerste tissuefabrikant ter wereld cradle-to-cradle toilet- en handdoekenpapier op de markt.

## Verkoop meerderheidsbelang
Medio 2011 verkocht directeur/eigenaar Henk van Houtum zijn aandelen in de papierfabriek aan Friesland Bank Participaties, een volle dochter van de Friesland Bank. Van Houtum houdt een minderheidsheidsbelang met enkele andere managementleden. Met de verkoop komt de weg vrij voor de investering in een nieuwe papiermachine ter waarde van € 20 miljoen. Verder kan op zoek worden gegaan naar een opvolger voor Van Houtum. Bij het bedrijf werken 178 mensen en in 2009 werd een winst geboekt van € 4,5 miljoen op een omzet van bijna € 60 miljoen. Het gaat hier om de cijfers van de belangrijkste werkmaatschappij Van Houtum bv.

## Terug in familiehanden
In 2013 kocht Henk van Houtum de aandelen terug van Rabo Capital. De Friesland Bank was in 2012 overgenomen door de Rabobank en op 1 december 2012 zijn Rabo Capital en Friesland Bank Investments samengegaan onder de naam Rabo Capital. De nieuwe papiermachine is er niet gekomen. In 2011 vielen de resultaten tegen en besloten werd de investering uit te stellen. In 2012 verdubbelde de winst tot € 2,8 miljoen, maar de nieuwe papiermachine was nog steeds onbespreekbaar. Van Houtum beschikt nu over 90% van de aandelen en de rest is in handen van het management. De dagelijkse leiding van het bedrijf is sinds 2012 in handen van algemeen directeur Bas Gehlen.